# Шланлыкургы
Шланлыкургы — река в России, течёт по территории Белебеевского и Давлекановского районов Республики Башкортостан. Устье реки находится в 174 км по левому берегу реки Чермасан. Длина реки составляет 10 км.

## Данные водного реестра
По данным государственного водного реестра России относится к Камскому бассейновому округу, водохозяйственный участок реки — Белая от города Уфа до города Бирск, речной подбассейн реки — Белая. Речной бассейн реки — Кама.
Код объекта в государственном водном реестре — 10010201512111100025187.